# Ivan Valant
Ivan Valant, slovenski kolesar, * 21. oktober 1909, Ljubljana, † 1999.
Valant je za Kraljevino Jugoslavijo nastopil na Poletnih olimpijskih igrah 1936 v Berlinu, kjer je odstopil v individualni in ekipni konkurenci. Leta 1947 je bil drugi na Dirki po Jugoslaviji.